# Every Cheering Songs
『Every Cheering Songs』（エヴリ・チアリング・ソングス）は、Every Little Thingのコンセプト・ベスト・アルバム。2015年1月14日にavex traxから発売された。

## 解説
「すべての人達に贈るELT応援ソングベスト」の副題が付けられており、1996年から2014年にかけて発表してきたシングル、アルバムの中から「応援ソング」として、選曲された楽曲が収録されたアルバム。JALホノルルマラソン2014オフィシャルテーマソング「RUN FOR」をはじめとする全14曲を収録。
収録曲はシングル曲が中心となっているが、アルバム収録曲からも2曲選曲されている。

## 収録曲
1. RUN FOR (3:44)
作詞：持田香織
JALホノルルマラソン2014オフィシャルテーマソング。2014年9月24日に配信リリース[3][4]、CD初収録。
後にベストアルバム『Every Best Single 2 〜MORE COMPLETE〜』にも収録。
2. Future World (4:07)
2ndシングル。
3. Graceful World (5:10)
18thシングル。
4. Shapes Of Love (4:55)
6thシングル。
5. jump (4:08)
19thシングル。
6. START (4:00)
11thオリジナルアルバム『FUN-FARE』収録曲。
7. Change (4:48)
38thシングル。
8. ON AND ON (4:12)
44thシングル。
9. 黄金の月 (4:56)
35thシングル。
10. ハイファイ メッセージ (5:29)
30thシングル。
11. DREAM GOES ON (4:27)
36thシングル。
12. self reliance (4:10)
5thオリジナルアルバム『Many Pieces』収録曲。
13. Smile Again (4:31)
15thシングル。
14. あたらしい日々 (4:16)
35thシングル。